# Agiez
Agiez (fr. [a(ː)ʒje/aːʒi], in einheimischer Mundart: [(a) aːd͡zˈiː]) ist eine politische Gemeinde im Distrikt Jura-Nord vaudois des Kantons Waadt in der Schweiz.

## Geographie
Agiez liegt auf 526 m ü. M., 2 km westlich des Ortes Orbe und 12 km südwestlich der Bezirkshauptstadt Yverdon-les-Bains (Luftlinie). Das Bauerndorf erstreckt sich in einer leichten Mulde auf dem Jurafussplateau zwischen der Orbeebene und der ersten Jurakette.
Die Fläche des 5,5 km² grossen Gemeindegebiets umfasst einen Abschnitt des Jurafussplateaus und die Talsenke des Dorfbachs von Agiez. Im Osten reicht das Gebiet auf die Hochfläche Planches de Commune (bis 575 m ü. M.), im Westen auf die langsam gegen den Jura ansteigenden Höhen, die teils von Wäldern bedeckt sind (Bois de Chênes und Bois de Fives). Auf der Erhebung Fives wird mit 640 m ü. M. der höchste Punkt von Agiez erreicht. Die Nordgrenze verläuft entlang der Orbe, die hier schluchtartig in das Jurafussplateau eingetieft ist (Gorges de l'Orbe) und heute unter Naturschutz steht. Von der Gemeindefläche entfielen 1997 4 % auf Siedlungen, 32 % auf Wald und Gehölze, 63 % auf Landwirtschaft und etwas weniger als 1 % war unproduktives Land.
Agiez besteht aus den beiden Ortsteilen Le Moulin (507 m ü. M.) am Dorfbach und Le Coin am westlich anschliessenden Hang sowie mehreren Einzelhöfen. Nachbargemeinden von Agiez sind Orbe, Montcherand, Les Clées, Bretonnières, Bofflens und Arnex-sur-Orbe.

## Bevölkerung
Mit 383 Einwohnern (Stand 31. Dezember 2023) gehört Agiez zu den kleinen Gemeinden des Kantons Waadt. Von den Bewohnern sind 96,4 % französischsprachig, 1,8 % portugiesischsprachig und 0,9 % deutschsprachig (Stand 2000). Die Bevölkerungszahl von Agiez belief sich 1850 auf 344 Einwohner, 1900 auf 279 Einwohner. Ein weiterer Bevölkerungsrückgang erfolgte bis 1970 (185 Einwohner). Seither wurde wieder eine leicht steigende Tendenz beobachtet.

## Wirtschaft

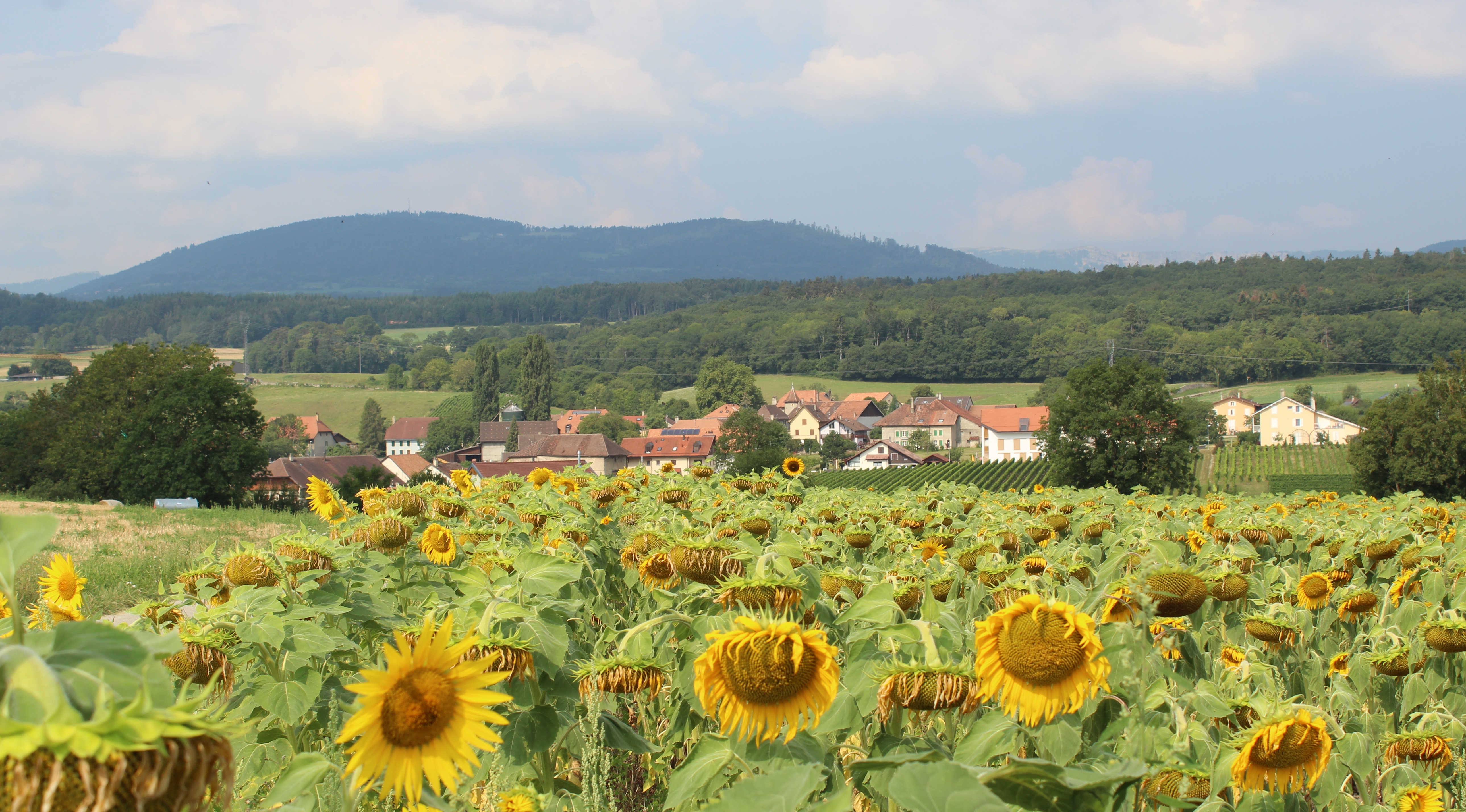
Agiez hinter Sonnenblumen

Agiez ist noch heute ein landwirtschaftlich geprägtes Dorf. Dank der fruchtbaren Böden auf dem Jurafussplateau wird vorwiegend Ackerbau betrieben, in Dorfnähe gibt es etwas Weinbau. Weitere Arbeitsplätze bietet das lokale Kleingewerbe an. Seit dem 15. Jahrhundert existierte eine Mühle am Dorfbach. Im ausgehenden 19. Jahrhundert beschäftigte die Produktion von Quadersteinen zahlreiche Dorfbewohner in einem nahegelegenen Steinbruch. In den letzten Jahren hat sich Agiez zu einer Wohngemeinde entwickelt. Viele Erwerbstätige sind deshalb Wegpendler, die vor allem in Orbe arbeiten.

## Verkehr
Die Gemeinde ist recht gut erreichbar. Sie liegt an der Hauptstrasse von Orbe via Croy und über den Pass Pétra Félix in das Vallée de Joux. Durch einen Postautokurs, der von Orbe nach Vaulion verkehrt, ist Agiez an das Netz des öffentlichen Verkehrs angeschlossen.

## Geschichte
Funde aus dem Neolithikum und mittelalterliche Gräber weisen auf eine frühe Begehung und Besiedlung des Gemeindegebietes hin. Die erste urkundliche Erwähnung des Ortes erfolgt im Jahr 982: Et ego Haziacus ... in pago de Atiaco. Der Ortsname wird auf eine Ableitung vom lateinischen Personennamen Abidius mit dem keltischen Ortsnamensuffix -akos/-acum zurückgeführt.
Agiez, das zum Königreich Burgund gehörte, kam spätestens 1028 durch Schenkung an das Kloster Romainmôtier. Die Interessen des Klosters wurden fortan durch einen in Agiez ansässigen Meier vertreten. Mit der Eroberung der Waadt durch Bern im Jahr 1536 kam das Dorf zur Kastlanei und Landvogtei Romainmôtier. Nach dem Zusammenbruch des Ancien Régime gehörte Agiez von 1798 bis 1803 während der Helvetik zum Kanton Léman, der anschliessend mit der Inkraftsetzung der Mediationsverfassung im Kanton Waadt aufging. Es wurde dem Bezirk Orbe zugeteilt.

## Sehenswürdigkeiten

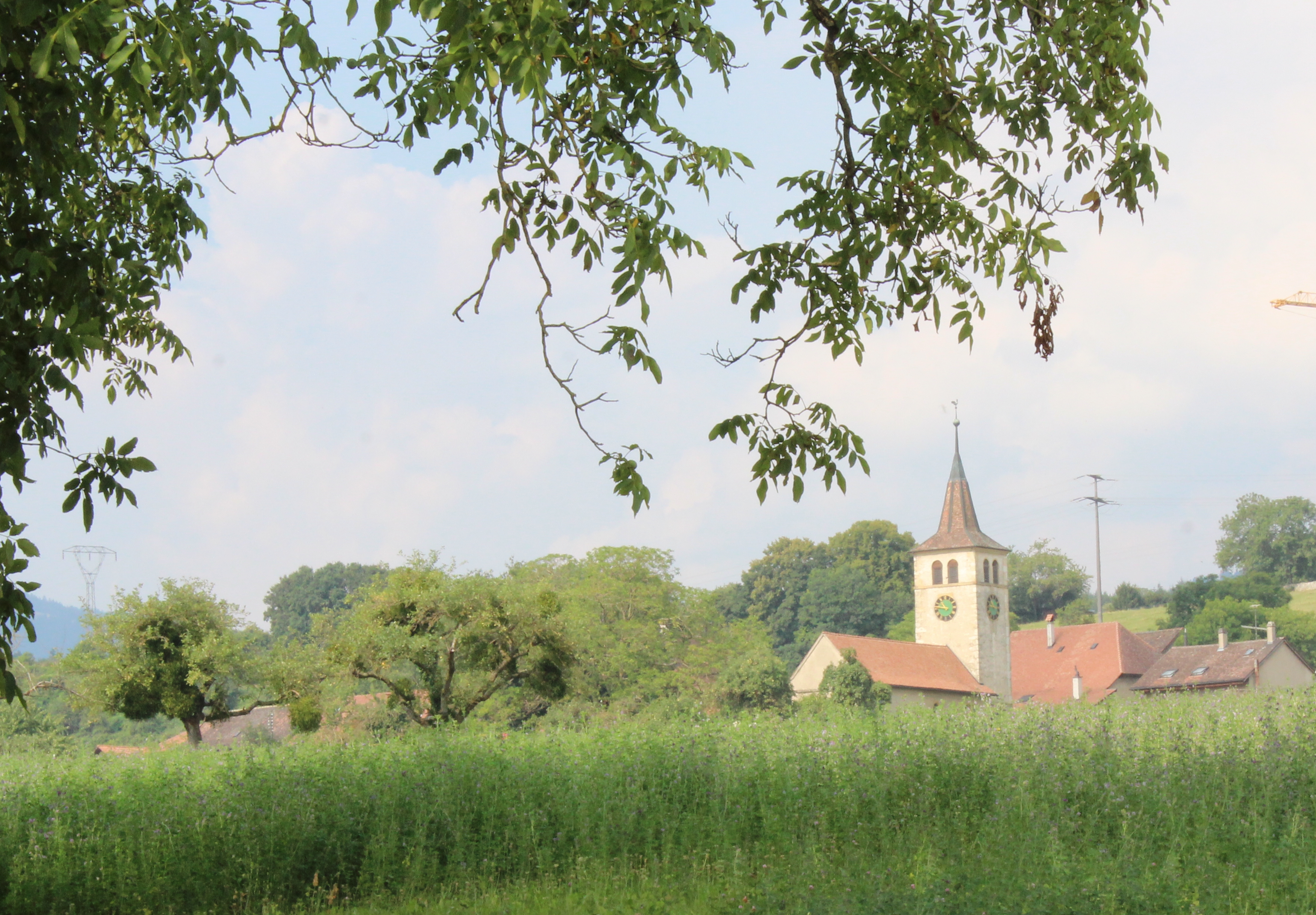
Die Kirche von Agiez

Die reformierte Pfarrkirche von Agiez wurde im 14. Jahrhundert erstmals erwähnt. Der heutige Bau stammt zum grössten Teil von 1687 und besitzt ein getäfeltes Tonnengewölbe. Eine gotische Seitenkapelle wurde im 15. Jahrhundert erbaut. Das Château d'Agiez, ehemaliger Sitz des Meiers, ist eigentlich ein befestigtes Herrenhaus, dessen heutige Bausubstanz aus dem 16. Jahrhundert stammt. Es besitzt einen massiven sechseckigen Treppenturm.